# Pierre Moussarie
Pierre Moussarie est un poète et parolier français né le 21 juin 1910 à Aurillac et mort le 9 février 1978 au même endroit.
Son œuvre, dénuée de la marque du surréalisme, a participé à l'avènement d'une poésie nouvelle.

## Biographie
Pierre Moussarie est né le 21 juin 1910, à Aurillac. Son père, cheminot, meurt en 1915. Sa mère, d’origine paysanne, doit faire des ménages.
Sa situation sociale le contraint à faire de simples études à l’école primaire, puis au Cours complémentaire. Il manifeste très tôt un goût profond pour la lecture et l’écriture qui l’amène, dès l'âge de 15 ans, à envoyer un poème au Petit écho de la mode, seule revue lue à la maison. Il mène la vie simple et rude des foyers modestes. Les vacances d’été se passent à Rouffiac de Saint-Simon, dans le village maternel où il participe aux travaux des champs.
À 17 ans, il fait ses premiers pas de rugbyman dans l’équipe du stade aurillacois en un temps où les joueurs étaient plus couverts de coups que de gloire. Sa fidélité à ce sport ne se démentira jamais et il la fit partager à ses quatre fils.
Mais sa carrière sportive est écourtée. Il est reçu, en 1927, au concours de surnuméraire des P.T.T. À partir de 1928, il est ambulant sur le P.L.M., puis postier à Paris, rue Cambon.
Dès son arrivée à Paris, il se lie avec les poètes du groupe La Bouteille à la mer, fondé à Agen par Hugues Fouras en 1929. Il y publie ses premiers poèmes.
Son premier recueil, Au vent, préfacé par Émile Ripert, sera publié dès 1931 aux éditions de la Bouteille à la mer.
La même année, il épouse Lucienne Buchenet qui travaille comme lui à la Poste. Il accomplit son service militaire à Versailles comme électro-mécanicien, où il trouve l’occasion d’exercer sa parfaite incompétence en ce domaine. En septembre 1932, il reprend son travail au Quartier latin.
En 1934, il fait paraître Boules de naphtaline, recueil préfacé par Valery Larbaud.

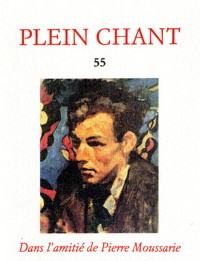
Première de couverture de la revue Plein Chant, numéro spécial 55, Dans l'amitié de Pierre Moussarie, dossier rassemblé par François Mary, Châteauneuf-sur-Charente, 1994.

En 1935 naît son fils Pierre et en 1936, il est reçu rédacteur des P.T.T. et affecté à la direction d’Aurillac. Il regagne la capitale en mars 1937. Il est alors détaché à la Radiodiffusion où il rencontre Léon-Paul Fargue.
La revue La Bouteille à la mer commence à avoir du succès. Elle participe activement à la vie intellectuelle parisienne et publie une centaine de poètes venus de tous bords. Plusieurs fois par an, elle réunit quelques-uns d'entre eux dans un banquet présidé par des écrivains renommés, tels Jules Romains, Jean Giraudoux, Oscar Vladislas de Lubicz-Milosz, Charles Vildrac, François Mauriac, etc. Ce qui donne aux jeunes poètes, et à Pierre Moussarie en particulier, l'occasion de rencontrer, puis fréquenter de grands aînés.
En 1939, il publie Chemin vicinal qui reçoit le prix de Poésie populiste de poésie. Le 3 septembre de la même année, il est mobilisé à Grenoble. En mars 1940, son unité est déplacée près de Nice.
N’ayant eu ni à combattre ni à se retrouver prisonnier, il est démobilisé le 20 juillet 1940. Il rejoint alors son épouse et son fils à Paris pour y subir les désagréments de l’occupation et des restrictions.
Son fils Jacques naît en 1941, puis Jean en 1943, à Paris.
En août 1944, Pierre Moussarie est nommé inspecteur des P.T.T. à Aurillac qu’il rejoint sur un vieux vélo. En 1945, naît son quatrième fils, Gérard.
Il est nommé inspecteur principal en 1948.
En 1955, Pistes secrètes, paru au Mercure de France, reçoit Prix de l'association Au service de la Pensée française, présidé par Georges Duhamel et Charles Vildrac.
En 1956, il est promu receveur principal.
En 1958 paraît Trente-feux chez Yves Filhol, à Villeneuve-sur-Lot, (prix Auguste Capdeville de l'Académie française).
En 1959, il est élu maire de la commune de Saint-Simon, berceau de sa famille maternelle. En 1965, on lui confie un second mandat. En 1971, il renonce à en solliciter un troisième en raison des premières atteintes de la maladie qui l’emportera.
Au cours de ces années, il publie Chansons de joie et de souci (1959), Enfantines (1961), Campagne (1962) qui reçoit le prix des Volcans de Poésie, La Fontaine de l'Aumône (1964), A fleur de plume (1965) qui lui vaut le prix Valentine de Volmar 1966 de l'Académie française et Pays perdu (1968).
Retraité à partir de juin 1970, il est atteint d’une leucémie à évolution lente.
Il publie encore Chansons du temps qui passe en 1972 et reçoit à cette occasion le Grand Prix Petitdidier attribué par la Maison de Poésie de Paris pour l’ensemble de son œuvre. Il publie enfin Pain de ferme en 1974. Il passe le mois de février de cette année 1974 au Sénégal où enseigne son fils Jacques. Son dernier recueil, Fin de saison au titre prémonitoire, paraît en 1976.
Fin 1977, sa maladie s’aggrave. Il meurt le 9 février 1978. Il repose dans le cimetière de Saint-Simon.
En 1981, Vacances du souvenir parait, édition posthume d’un choix de poèmes.

## Le poète

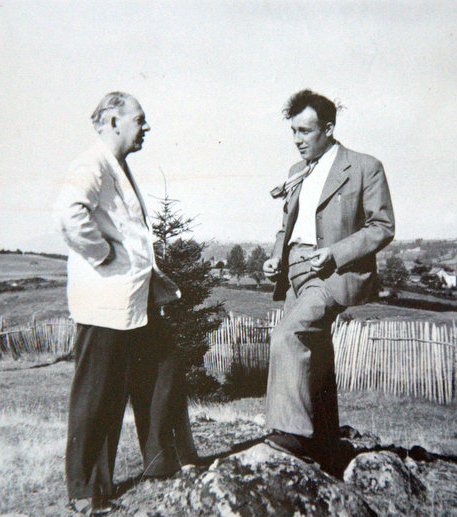
Maurice Carême et Pierre Moussarie au Parc Hélitas, Aurillac, juillet 1948.

Réservé, Pierre Moussarie, ne se livre dans ses poèmes qu’avec pudeur. Cette modestie, due à sa méfiance à l’égard de la notoriété, l’a empêché de connaître le succès qu’il méritait, même si la qualité de son œuvre a été reconnue par des écrivains ou poètes tels Tristan Derème, Fagus, Louis de Gonzague-Frick, Tristan Klingsor, Edmond Haraucourt, Joë Bousquet, Paul Claudel, Max Jacob, Jules Supervielle, Francis Carco, Valery Larbaud, Maurice Genevoix, Henri Mondor, Charles Vildrac, Gaston Bachelard, Michel Manoll, Maurice Fombeure, Jean Follain, Maurice Carême, Norge, Max-Pol Fouchet, Lucienne Desnoues, Robert Sabatier, Jean Anglade, le compositeur Georges Migot...

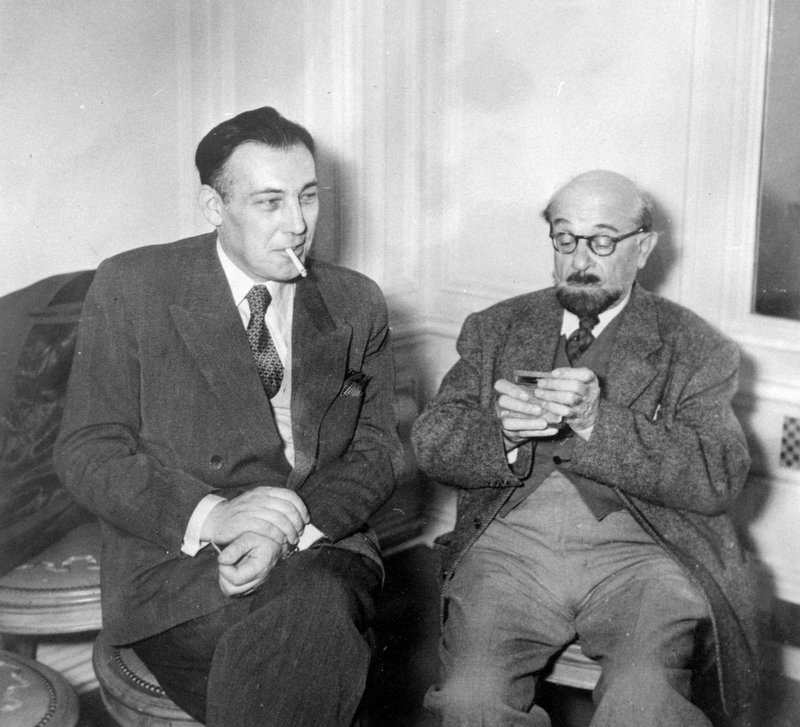
Pierre Moussarie et Charles Vildrac lors de la remise du prix Au service de la pensée française par Georges Duhamel. Paris, le 31 janvier 1955.

À l'abri de la mode surréaliste, sa poésie, conformément à la devise de la revue de La Bouteille à la Mer, est « une poésie humaine et accessible en sa forme ». Elle est faite de vérité, de transparence, de réserve et de sensibilité. Elle a la limpidité des ruisseaux de montagne, la simplicité de la vie campagnarde, l’odeur des sous-bois, le goût du pain de seigle, le charme doux-amer des souvenirs d’enfance.
Pierre Moussarie fait revivre les villages de jadis avec les personnages qui les animent : la châtelaine, le curé, le fermier, l’ouvrier, l’artisan. Il se penche sur les petites gens, les humbles, les recroquevillés, les oubliés, le vagabond, l’orphelin, le veuf. Autant d'êtres qui gardent au fond du cœur leur secret. Il est tout autant attentif à la détresse des animaux : le renard pris au piège, la biche dépecée.
Parfois surgit de la mémoire un personnage énigmatique ou malfaisant qui a hanté son enfance, celui dont on ne dit le nom qu’à voix basse, le voleur de poules, le coureur de jupons. Ou reviennent de lointaines rumeurs ou secrets chuchotés : un crime de jadis jamais élucidé, couvert par le grand silence des champs. Tout un monde d’impressions, de peurs, d’émerveillements, de rencontres, de haines tenaces. Histoires ou légendes de hameaux perdus érodées par le temps.
Pierre Moussarie n’a cessé d’arpenter les sentiers de Haute-Auvergne. Qu’allait-il chercher dans ces bosquets et ces combes, et ces ruisseaux, et ces halliers ? Il avait rendez-vous avec cette chose indéfinissable qu’est la poésie. C’est là, sur ces/ses « pistes secrètes », qu’attentif au ronron du bourdon ou au conciliabule des arbres et du vent, ému par la rencontre d’un mulot ou d’un bon gros cèpe, il cherchait à débusquer le mystère des choses muettes, laissait naître en lui des impressions qui mûrissaient sous les futaies et se transformaient en chansons, à la cadence de ses pas. Au retour de ses escapades campagnardes, il déposait sa précieuse récolte de trouvailles sur le papier comme il déposait sur la table sa récolte de framboises ou de girolles.
Ses mots, simples et anodins en apparence, transforment insidieusement le quotidien en quelque chose d’universel. Au détour d’un vers, le poème bascule dans un autre monde pour entrer en résonance secrète avec la mémoire, faire resurgir les souvenirs aigre-doux de l’enfance, reprendre inlassablement le vieil et lancinant colloque du poète avec la mort et, pour finir, laisser entrevoir un message de sagesse.
Ces quelques observations sont corroborées par les jugements de ses confrères livrés ici en vrac :
« Plaisir sans mélange, vraiment [écrit Valéry Larbaud]. J'écoute ici chanter, fermement et juste, ce que j'avais balbutié; je vois réalisé par Pierre Moussarie une ambition haute et douce à laquelle j'ai depuis longtemps et sagement renoncé : écrire pour la France des Lieder français. »
Francis Carco voit ses vœux comblés : « Il y a des années que j'attends chez les jeunes poètes ce retour aux plus humbles, aux plus simples, aux plus discrètes effusions...La poésie n'a pas trente-six façons de se manifester. Il suffit qu'elle parte de l'âme et non de la tête. »
Joë Bousquet avoue : « J'aime ces poèmes d'un homme qui colle ses paumes sur les yeux. Plus grands sont les dons d'un poète, plus celui-ci se sent autorisé à mêler les notations intellectuelles à la touche plastique. Je suis heureux de voir une fois de plus, se vérifier cette observation. »
Pour Charles Vildrac, « ce qui frappe surtout chez ce poète, c'est que par le choix de ses notations, par la nature des associations et des images, il mêle, il accorde toujours le sentiment à la sensation, exaltant ainsi la valeur proprement poétique du sujet. »
Quant à André Blanchard, il tenait Pierre Moussarie pour « l'un des meilleurs de ce temps... qui n'aime ni le bruit ni la réclame et continue trop modestement à nous enchanter. »
Quelques lettres enfin témoignent de l'émotion suscitée par les poèmes de Pierre Moussarie :
Jules Supervielle lui écrit : « Vous avez le sens de la mesure dans la fantaisie et dosez la folie comme il convient. Et de charmantes trouvailles qu'on s'étonne de voir si simples. »
Max Jacob renonce à conseiller le poète à ses débuts : « Vous savez par quels mots si poétiquement précis vous décrivez. Vous savez que vos poèmes ne sont pas comme tant d'autres un catalogue d'images aussi rares que possible, mais au contraire une belle chaîne créatrice d'atmosphère. Vous savez quelle est votre émotion quand vous voulez bien la laisser voir et quelle est la profondeur de votre sensibilité quand vous voulez bien penser. »
C'est Gaston Bachelard : « Dès les premiers vers d'un poème, vous savez imposer un silence. Alors l'oreille écoute comme on n'écoute guère à présent. Alors, sans se bousculer, les images trouvent leur place. Le tableau est une harmonie. »
C'est Norge : « Je voudrais être un des premiers à vous dire combien votre poésie m'émeut et me charme... Je m'enchante de toutes les pièces de Fin de saison, que je vais relire dès ce soir dans le calme propice. »
C'est Michel Manoll : « J'ai toujours suivi avec attention, sympathie et admiration le cours de votre poésie. Aujourd'hui je suis comblé par les poèmes de si vive et si fraîche texture, d'une jeunesse de cœur inaltérable, me semble-t-il. C'est que la sève en vous ne meurt pas. Le lyrisme est votre élixir et votre panacée... Il vous donne ce tonus, cette allégresse, cette modulation aux si justes et si fermes accents... Je vous tiens pour un poète dont l'univers limpide en sa vérité rayonne et perdure. »
Enfin, Max-Pol Fouchet, plus expéditif mais non moins élogieux : « Votre vision du monde est simple et profonde. Vous êtes de ces poètes clairchantants qui me délassent des autres. »

## Poèmes

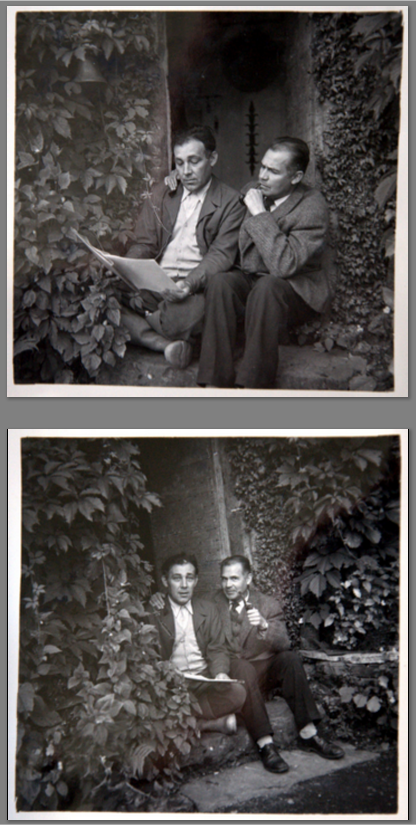
Pierre Moussarie et Marcel Frère. Rouffiac.1955.

Sélection de poèmes
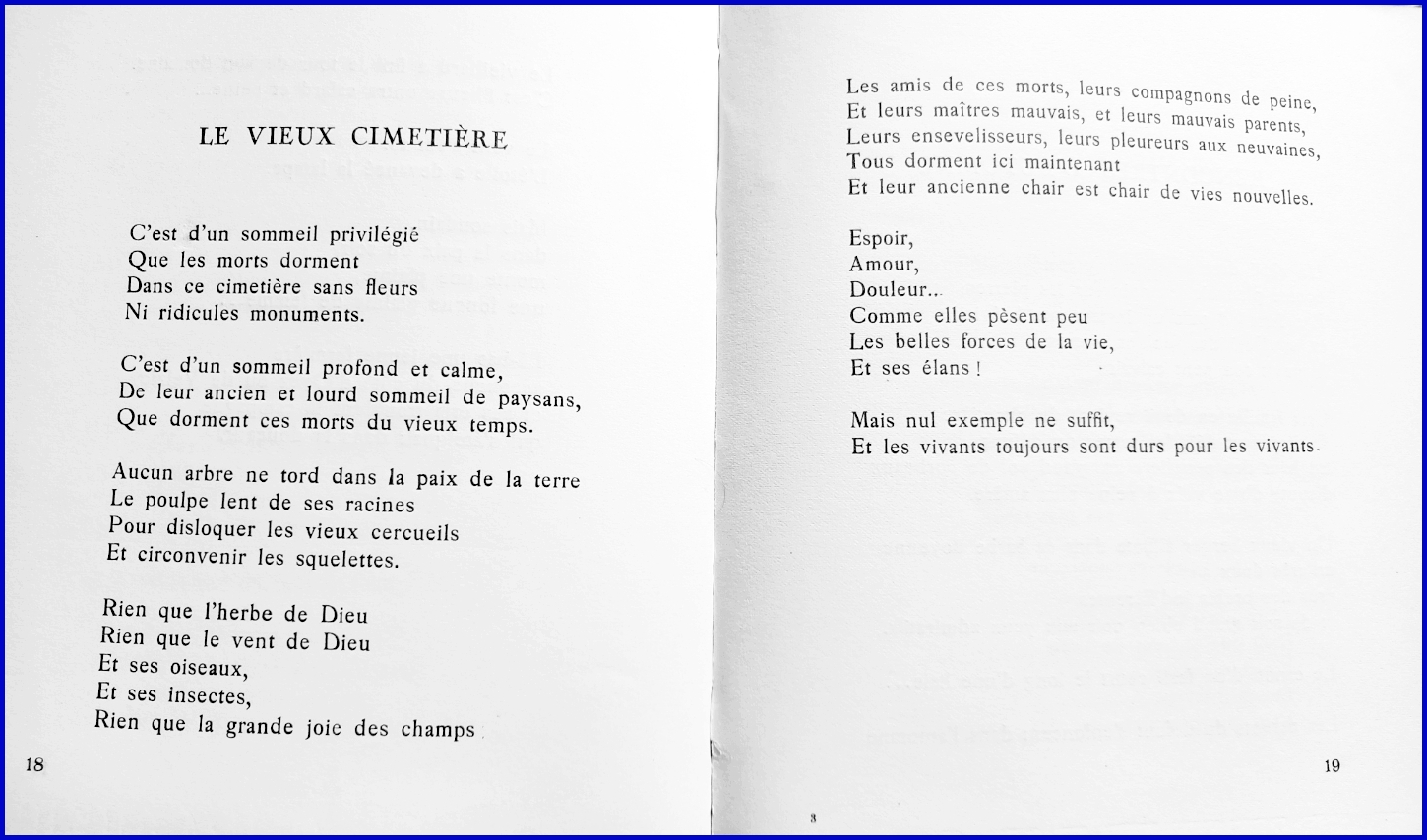
« Le vieux cimetière », Pierre Moussarie, Chemin vicinal, 1939.
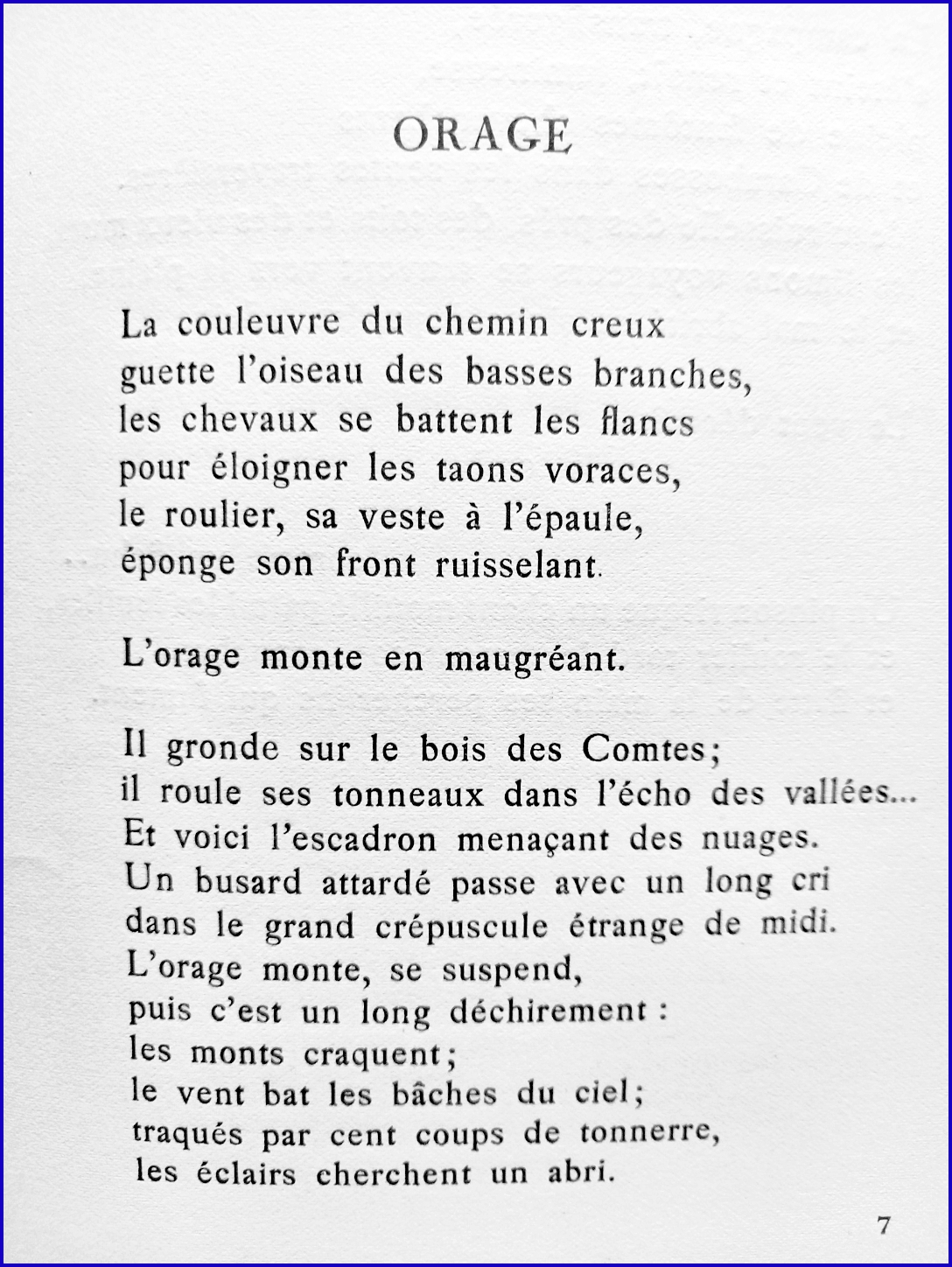
« Orage », Pierre Moussarie, Chemin vicinal, 1939.
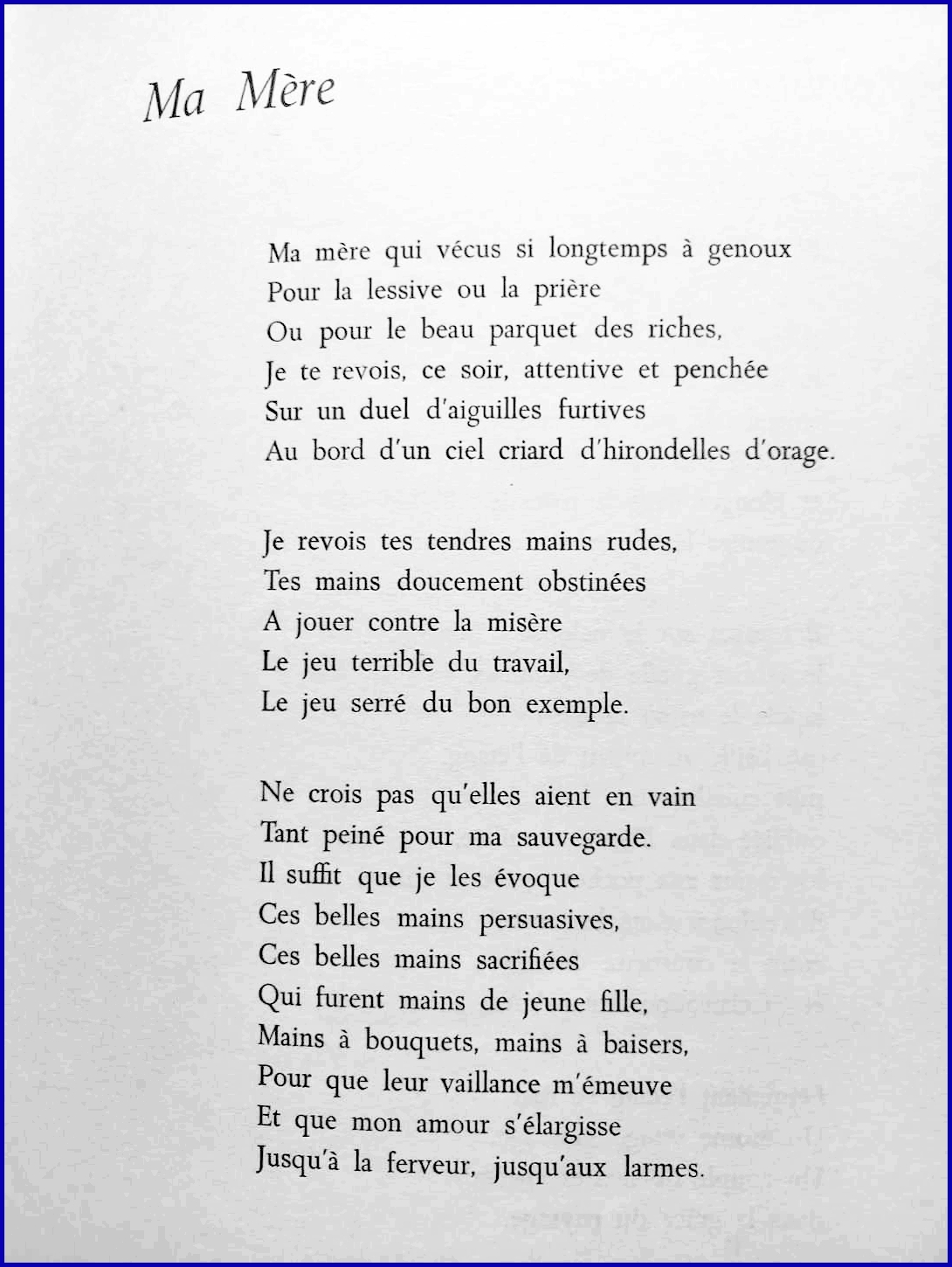
« Ma mère », Pierre Moussarie, Pistes secrètes, 1955.
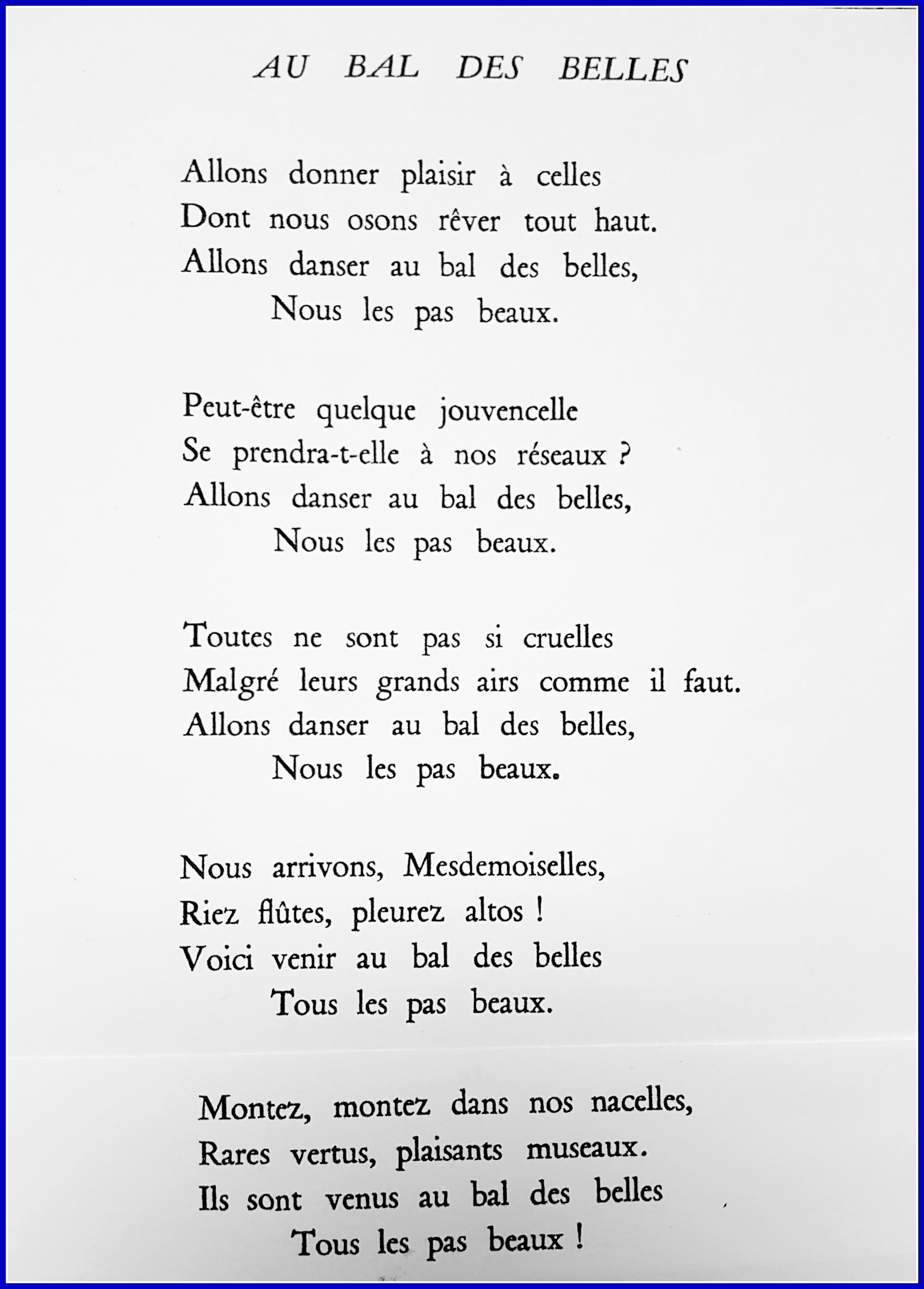
« Au bal des belles », Pierre Moussarie, Chansons de joie et de souci, 1959.
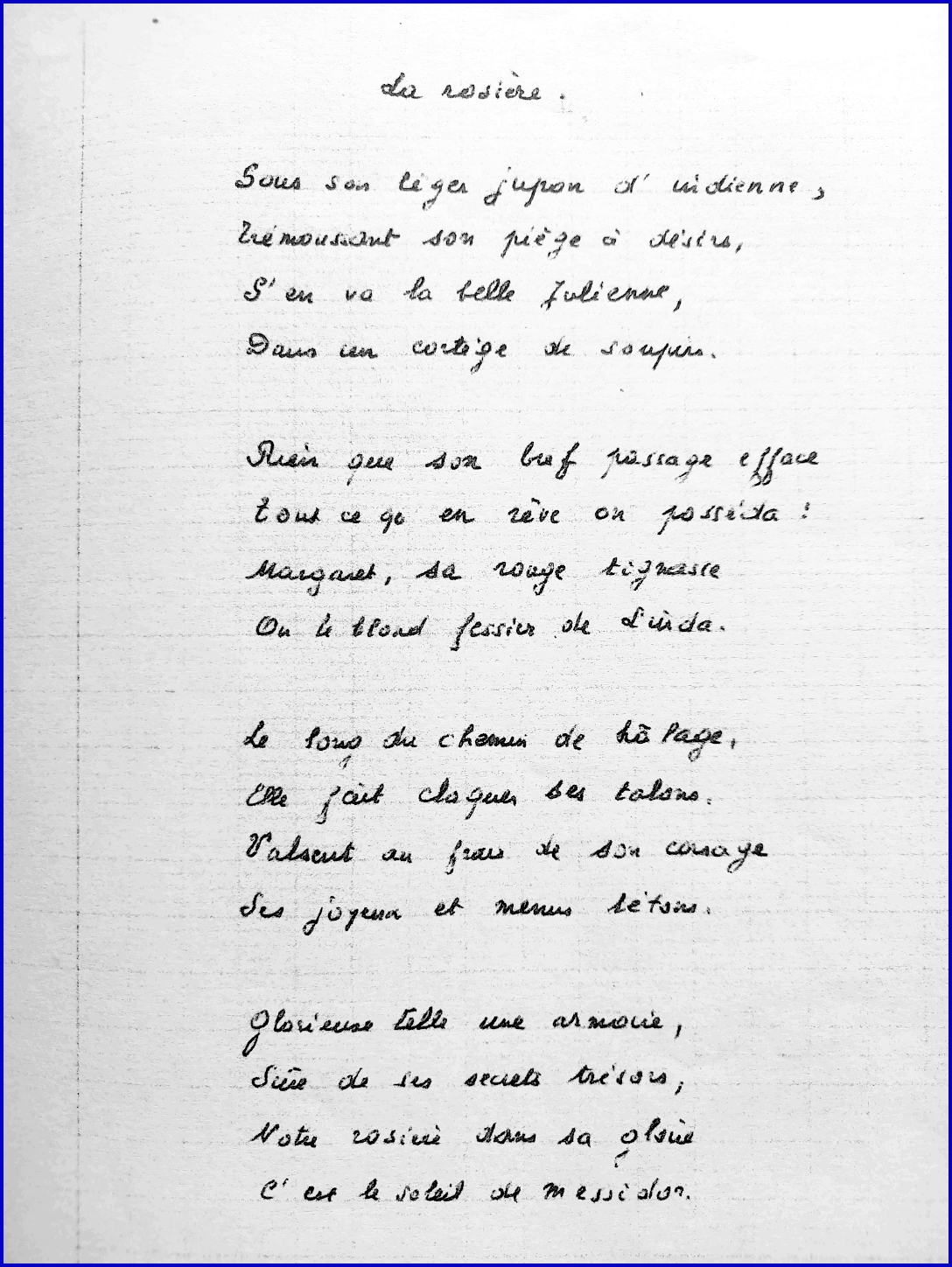
« La rosière », Pierre Moussarie, Vacances du souvenir, 1981.

## Bibliographie

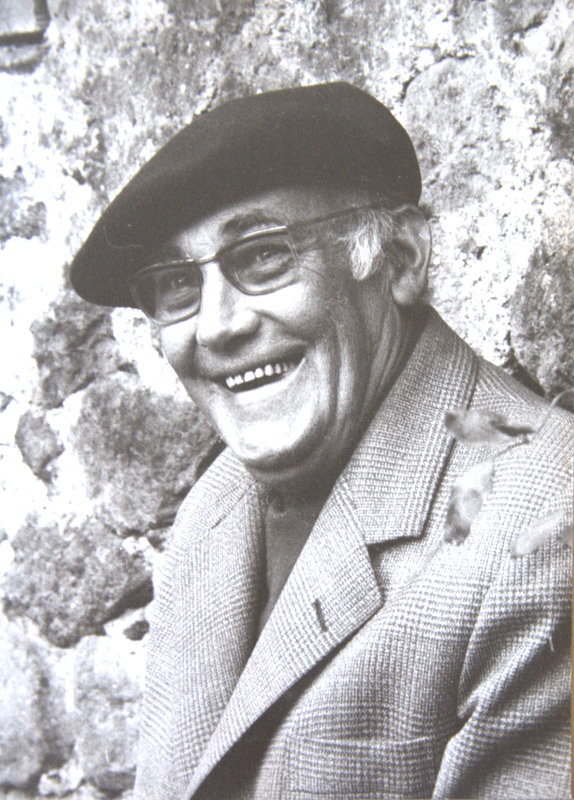
Pierre Moussarie, Rouffiac, 7 août 1975.

### Œuvre poétique
- Au vent, préface d’Émile Ripert, Agen, La Bouteille à la Mer, 1931, 32 pages.
- Boules de naphtaline, préface de Valery Larbaud, Paris, La Bouteille à la Mer, 1934, 30 pages.
- Chemin vicinal, Paris, La Bouteille à la Mer, 1939, 25 pages.
- Pistes secrètes, Paris, Le Mercure de France, 1955, 59 pages.
- Trente-feux, Villeneuve-sur-Lot, Yves Filhol, 1958, 43 pages.
- Chansons de joie et de souci, Villeneuve-sur-Lot, Yves Filhol, 1959, 52 pages.
- Enfantines, Villeneuve-sur-Lot, Yves Filhol, 1960, 61 pages.
- Campagne, Aurillac, Imprimerie Moderne, 1962, 30 pages.
- La Fontaine de l’Aumône, Villeneuve-sur-Lot, Les Editions de Pujols, 1964, 79 pages.
- A Fleur de plume, Aurillac, Imprimerie Moderne, 1965, 31 pages.
- Pays perdu, Aurillac, Imprimerie Moderne, 1968, 37 pages.
- Chansons du temps qui passe, Aurillac, Editions Gerbert, 1972, 62 pages.
- Pain de ferme, Aurillac, Editions Gerbert, 1974, 47 pages.
- Fin de saison, Aurillac, Editions Gerbert, 1976, 54 pages.
- Vacances du souvenir, préface d’André Muzac, Aurillac, Editions Gerbert, 1981, 77 pages.

### Œuvres diverses
- La correspondance des frères Charmes. Extraits de la Revue de la Haute-Auvergne, 1954 - 1962 - 1963 - 1964 -1965, réunis en un tiré-à-part, Aurillac, 1966.
- Hi ! Hou ! Hou ! Revue de quartier en deux actes et vingt tableaux. Livret d’Alexandre et François Migeon (Alias Georges Pineau et Pierre Moussarie), Aurillac, 1961.
- Lo Festo o Son-Ricou (La Fête à Saint-Henri). Opérette en deux actes et trois tableaux. Livret et couplets en français et en langue d’oc. Aurillac, numéro spécial de Lo Cobreto, juillet 1962.

### Ouvrages collectifs
- Armand Got et Charles Vildrac. – La Poèmeraie, Paris, Editions Colin et Bourrelier.
- Armand Got et Charles Vildrac. – L’Arc en Fleur, Paris, Editions Colin et Bourrelier.
- Paulette Lequeux. – Poèmes de partout et de toujours pour les enfants de 2 à 8 ans, Paris, Editions Colin et Bourrelier.
- Gilbert Rouger, Robert France, André Hubac. – Vers et prose, Fernand Nathan. Tours, 1957.
- Hugues Fouras. – Anthologie poétique de la Bouteille à la Mer, Agen, Librairie Quesseveur, 1982. (Contient 33 poèmes de Pierre Moussarie).

### Collaborations aux revues poétiques ou littéraires
Pierre Moussarie a collaboré à de nombreuses revues. Nous n’en citons que quelques-unes :
- La Bouteille à la Mer, publie d’abord à Agen puis à Paris. La plupart des 79 fascicules contiennent un ou plusieurs poèmes de Pierre Moussarie. 152 poèmes y furent publiés entre 1930 et 1953.
- L’esprit français, 3 poèmes paris dans le no 70 (1932).
- La Hune, Cahiers trimestrels, Lille. Poèmes dans les no 4 (1933) et 10 (1935).
- Lirica, Quaderni delle poesia europea e americana, Genova, Italia. 2 poèmes parus dans le no 2 (1934).
- Points et contrepoints, Poèmes parus dans les no 12 (1949), 112 (1974), 114, 115, 116 (1975), 120 (1976) et 123 (1977).
- Les Cahiers Jean Tousseul, revue trimestrielle illustrée publiée par les Amis de Jean Tousseul à Ath (Belgique) Collaboration de 1954 à 1971. 72 poèmes publiés.
- Alternances, Cahiers trimestriels de poésie publiés à Caen. Collaboration de 1954 à 1959, 12 poèmes publiés.
- Bulletin de la société Littéraire des P.T.T. Collaboration de 1955 à 1971. 12 poèmes publiés et, dans le fascicule de juin 1971, un article intitulé : « Hommes célèbres et départements : le Cantal ».
- Sources, revue de la jeune poésie, Dourdain (I.-et-V.) Poème dans le no 1 (1955).
- Le messager littéraire du Massif-Central. Cahiers trimestriels de L’Union des Écrivains et des Artistes du Massif-Central publié à Paris. Poème dans le no 5 (1955).
- La Châtaigne, revue trimestrielle éditée par la Société Amicale du Canton de Montsalvy, Collaboration de 1956 à 1959, 4 poèmes publiés.
- Revue de la Haute-Auvergne, organe de la Société des Lettres, Sciences et Arts, La haute-Auvergne, Aurillac. La collaboration de Pierre Moussarie s’échelonna de 1958 à 1976 : 69 comptes-rendus, 9 articles d’histoire littéraire et 7 livraisons de la correspondance des frères Charmes.
- Le Cerf-Volant, un article de 6 pages intitulé : « Hugues Fouras et la Bouteille à la Mer », paru dans le no 23 d’octobre 1958.
- Poésie Nouvelle. Poème dans le no 6. (1959).
- La renaissance Provinciale, revue publiée à Bordeaux, sous la direction d’Armand Got. Poème dans le no 127 (1959).
- Flammes vives. Poèmes dans les no 60 (1959), 68 (1961), 75 (1962), 78 (1963).
- Le Bayou. The International Literary Journal of the University of Houston, Texas. Poème et notice bio-bibliographique dans le no 76 (1959).
- Les pages libres des écrivains dauphinois. Poèmes dans le no 64 (1960).
- Lo Cobreto, revue de l’école félibréenne de la Haute-Auvergne et du Haut-Midi, publiée à Aurillac. 41 médaillons consacrés à des écrivains cantaliens. 85 quatrains et un compte-rendu. Poèmes en occitan un conte et une opérette : Lo festo o Son-Ricou.
- Odeur du temps. Poèmes dans les no 5, 6 et 7 (1962 -1963).
- La revue de l’ A.C.I.L.E.C.E. (Association corporative intersyndicale de librairie et d’édition du corps enseignant. Président du comité de lecture : Maurice Fombeure. Collaboration de 1964 à 1977. 8 poèmes parus.
- L’Auvergne littéraire, Artistique et Historique de Clermont-Ferrand. 2 poèmes parus dans le fascicule du 2e trimestre 1964.
- Rencontres, revue artistique et littéraire de l’Agenais. Poèmes dans les no 16 (1964) et 18 – 19 (1965).
- Présence de l’Ouest, revue éditée à Caen, qui prit la suite d’Alternances. Collaboration de 1969 à 1974. 15 poèmes publiés.
- Betelgeuse. Poème publié le 8 novembre 1973.
- La Voix des Poètes - Les Pharaons. poèmes dans le no 50 (1973) et 56 (1975).
- Relations P.T.T. revue de culture générale publiée à Paris à l’intention du personnel du ministère. Un article intitulé : « Le Cantal ou Haute-Auvergne » (10 pages) paru dans le no 81, janvier 1973.
- Laudes. Poésie d’inspiration chrétienne, à Sainte-Catherine de Mornant (Rhône). Poèmes dans le fascicule de juillet 1974 et dans les no 45 (1977) et 52 (1978).
- Plein-chant. Cahiers poétique, littéraires et champêtres, Châteauneuf-sur-Charentes. Poème dans le no 21 (1974).
- Les temps parallèles, revue de création littéraire, Le Four d’Eygalières, Bouches-du-Rhône. Poèmes dans les no 5 (1975) et 13 (1977).
- Les deux arbres. Poèmes dans les no 6 - 7 (1976) et 8 (1977).
- Silex. 1 poème dans le n° du 23-11-1976 ; 2 dans le n° du 10-01-1977.
- ARPA. Association de recherche poétique en Auvergne, à Clermont-Ferrand. Poèmes dans le no 3 (1977).

### Ouvrages consacrés à Pierre Moussarie
- André Muzac, Pierre Moussarie (1910 - 1978) Aurillac, revue de la Haute Auvergne, 1983.
- François Mary, Dans l’amitié de Pierre Moussarie, dossier rassemblé par François Mary, Châteauneuf-sur-Charente, revue Plein Chant 55, 1994.

### Publications faisant une large part à Pierre Moussarie
- Robert Sabatier, Histoire de la poésie française. La poésie du XXe siècle. Albin Michel, 1982.
- Gérard Moussarie, La Bouteille à la Mer, l’esprit d’une revue poétique. 1929-1953. Mémoire pour la maîtrise de Lettres Modernes. Université de Paris X. Nanterre, octobre 1982.
- Jean Vuaillat, Études bio-bibliographiques de « Laudes ». LXXX. Pierre Moussarie (1910 - 1978) Citation de 9 poèmes. In Laudes, no 117, mars 1995. Imprimerie Gerbert, 15000. Aurillac.
- Encyclopédie Bonneton : langue et littérature Cantal-Hautes terres d'Auvergne par Bernard Giacomo et Denis Llavori, 1978.
- En ce qui concerne la collaboration à des journaux (revue de la Haute Auvergne, Le réveil de Mauriac, La France à table (no 137)), on se reportera au livre d’André Muzac, Pierre Moussarie (1910 - 1978), numéro spécial de la revue de la Haute Auvergne, T.48 et T.49, imprimerie Gerbert à Aurillac, 3e trimestre 1983.

### Musicographie
Poèmes mis en musique par :
- Georges Migot : cinq monodies, catalogue des œuvres musicales de Georges Migot, Institut de Musicologie, Strasbourg.
- Sept Chœurs a cappella ou quatuors vocaux, Institut de Musicologie, Strasbourg.
- Douze poèmes ou chansons accompagnés par piano, clavecin ou guitare, inédits (Bib Nat).
- Marc Berthomieu : quinze poèmes dont quatre couplets pour opérette.
- Walter Breinl : l' ensemble des 26 poèmes de Chansons de joie et de souci, des 29 poèmes de Chansons du temps qui passe et des 13 poèmes de Vacances du souvenir, pour piano et chœur à quatre voix.
- Pierre Redon : 17 poèmes ou couplets en français ou en langue d'oc.
- André Thivet : 7 couplets en français ou en langue d'oc.
- Tonin Troupel : 4 couplets en français ou en langue d'oc.
- Gérard Trélon : 13 couplets en français ou en langue d'oc.
- Gérard Pierron : poèmes « Retour de nuit » et « Chanson du traîne-misère ».

### Discographie
cf. l'ouvrage Pierre Moussarie (1910 - 1978) d'André Muzac, numéro spécial de la revue de la Haute Auvergne, T.48 et T.49, imprimerie Gerbert à Aurillac, 3e trimestre 1983, p.135 